# Бозе-Айнщайнова кондензация
Кондензацията на Бозе-Айнщайн е агрегатно състояние на физична система от бозони с температура много близка до абсолютната нула. Така свръхохладените атоми изпадат в квантово състояние, много близко до основното, при което квантовите ефекти стават видими на макроскопично ниво.
Тази форма на материята е предсказана теоретично от индийския физик Сатиендра Нат Бозе през 1924. Бозе първоначално изпраща статията си в Zeitschrift für Physik, но получава отказ за публикуването ѝ. По тази причина, Бозе изпраща работата си на Айнщайн, който разбира важността ѝ и съдейства за нейното публикуване. В тази статия Бозе разглежда фотоните като газ от бозони, на които прилага условието за термодинамично равновесие, и оттам извежда закона на Планк за излъчването на абсолютно черното тяло.
Първата кондензация на Бозе-Айнщайн е получена експериментално 70 години след трудовете на Бозе, от Ерик Корнел и Карл Уиман в Обединения институт по лабораторна астрофизика в Боулдър, Колорадо. Бозе-Айнщайновата кондензация е наблюдавана в свръхохладен газ от 2000 рубидиеви атома, охладени до температура от 20 нанокелвина (2.0 × 10 -8K). По-късно, група, водена от Волфганг Кетерле от MIT, постига кондензация от 500 000 натриеви атома. . На тримата експериментатори е присъдена Нобелова награда по физика за 2001.